# Sciolze
Sciolze est une commune italienne d'environ 1 500 habitants, située dans la ville métropolitaine de Turin, dans la région Piémont, dans le Nord-Ouest de l'Italie.

## Géographie
Sciolze est un petit village d'environ 1 500 habitants, situé dans la colline turinoise (à 25 km de Turin), entre le Pô et le Montferrat à 430 m d'altitude.

## Monuments et patrimoine
- Ancienne église Spirito Santo : rare exemple de la fin du baroque piémontais.
- Orgue de l'église San Giovanni Battista : réalisé fin XIXe siècle sur un châssis plus ancien (style classique).
- Sanctuaire Madonna delle Nevi situé dans la frazione de Montariolo : lieu de prière et de méditation géré par une confrérie religieuse.

## Administration
| Période                                  | Période  | Identité        | Étiquette | Qualité |
| ---------------------------------------- | -------- | --------------- | --------- | ------- |
| 14 juin 2004                             | En cours | Franco Costelli |           |         |
| Les données manquantes sont à compléter. |          |                 |           |         |

### Communes limitrophes
Gassino Torinese, Rivalba, Cinzano, Marentino, Moncucco Torinese (AT), Montaldo Torinese